# Chuwabu
Chuwabo (Echuwabo), o també chichwabo, chuabo, chuwabo, chwabo, cicuabo, cuabo, cuwabo, echuabo, echuwabo, txuwabo, és una de les llengües bantus parlades al llarg de la costa central de Moçambic.
El maindo, encara que habitualment és considerada una segona llengua, és considerada sovint un dialecte del Chuwabo.